# Eugène van der Stegen de Schrieck
Eugène Gérard Ghislain van der Stegen de Schrieck, ook Van der Stegen de Schriek de Cesve, (Leuven, 6 april 1830 - Rosée, 14 oktober 1907) was een Belgisch katholiek politicus.

## Biografie

### Familie
Jonkheer - later graaf - Eugène van der Stegen was een lid van het geslacht Van der Stegen. Hij was een zoon van graaf Philippe van der Stegen (1796-1874) en diens tweede echtgenote, burggravin Justine van der Fosse (1795-1853), en een kleinzoon van Alexandre François van der Fosse. Hij trouwde in 1867 met jonkvrouw Emérence de Cesve (1833-1901), dochter van Théophile de Cesve, burgemeester van Rosée en senator. Het echtpaar kreeg drie zonen die trouwden met telgen uit de families Du Pont d'Ahérée, Snoy en De Beauffort. Nadat aan zijn vader in 1871 de titel van graaf op allen was verleend, werd ook Eugène graaf.
Van der Stegen verkreeg bij Koninklijk Besluit naamswijziging voor hem en zijn nageslacht tot Van der Stegen de Schrieck, dit laatste verwijzend naar een heerlijkheid die lange tijd in bezit van de familie was geweest.

### Loopbaan
Van der Stegen was vanaf 1872 provincieraadslid van Namen en dit tot in 1892. Van 1883 tot 1892 was hij voorzitter van de provincieraad. In dat laatste jaar werd hij katholiek senator voor het arrondissement Philippeville als opvolger van Justin de Labeville en vervulde dit mandaat tot in 1894. Hij werd toen opgevolgd door Julien Tournay-Detilleux.